# ليلى أحمد زاهر
ليلى أحمد زاهر (30 أغسطس 2003  -)، ممثلة مصرية ولدت في القاهرة.

## حياتها
والدها هو الفنان أحمد زاهر. بدأت مشوارها الفني منذ عام 2008 وعمرها خمسة سنوات، ظهرت في العديد من الأعمال التلفزيونية والسينيمائية كمسلسل آدم (2011)، الفتوة (2020)، في بيتنا روبوت (2021) وغيرها.

## حياتها الخاصة
في 10 يناير 2024، أعلنت خطوبتها على الفنان هشام جمال وعُقد قرانهما يوم 14 أبريل 2025 بقصر الأمير محمد علي وسط حضور عدد من النجوم والفنانين. وتزوجت يوم 24 ابريل 2025

## أعمالها الفنية

### الأفلام
- 2008: كابتن هيما (ليلى)
- 2009: عمر وسلمى 2 (ليلى عمر رشدي)
- 2010: محترم إلا ربع (جنا)
- 2011: يا أنا يا هوه (طفلة)
- 2012: عمر وسلمى 3 (ليلى عمر رشدي)
- 2013: كلبي دليلي (ليلى)
- 2014: عنتر وبيسة
- 2021: المحكمة
- 2023: مطرح مطروح

### المسلسلات
- 2010: برة الدنيا (ندى)
- 2011: الزناتي مجاهد (بطة)
- 2011: آدم (هايدي هشام مدكور)
- 2012: بنات العيلة (نانسى)
- 2012: الهلالي سلالم (بوسي)
- 2020: الفتوة (نورا حسن الجبالي)
- 2021: وادى الجن: الكهف (ليال)
- 2021: في بيتنا روبوت (سارة)
- 2022: وادى الجن: الحظرد
- 2022: في بيتنا روبوت 2 (سارة)
- 2023: تلت التلاتة (ياسمين)
- 2024: أعلى نسبة مشاهدة (نسمة)

### المسرحيات
- 2021: عيلة لاسعة جدا

### البرامج
- 2021: هزر فزر مع لولي (مقدمة)

### الأغاني
- 2023: كلمة أخيرة

## وصلات خارجية
- ليلى أحمد زاهر على موقع IMDb (الإنجليزية)
- ليلى أحمد زاهر على موقع الدهليز
- ليلى أحمد زاهر على موقع قاعدة بيانات الأفلام العربية
- ليلى أحمد زاهر على موقع قاعدة بيانات الفيلم (الإنجليزية)